# Artem Sitak
Artem Sitak (ur. 8 lutego 1986 w Orenburgu) – nowozelandzki tenisista pochodzenia rosyjskiego, reprezentant w Pucharze Davisa.

## Kariera tenisowa
Będąc już w gronie zawodowców Sitak wielokrotnie wygrywał zawody z serii ITF Men's Circuit w grze pojedynczej.
W grze podwójnej jest zwycięzcą pięciu turniejów o randze ATP Tour z trzynastu rozegranych finałów..
Od 2011 roku jest regularnym reprezentantem Nowej Zelandii w Pucharze Davisa.
W 2005 roku zdobył dwa złote medale podczas uniwersjady w Izmirze, w grze pojedynczej i grze podwójnej.
W rankingu gry pojedynczej Sitak najwyżej był na 299. miejscu (11 sierpnia 2008), a w klasyfikacji gry podwójnej na 32. pozycji (10 września 2018).

### Finały w turniejach ATP Tour
| Legenda                                      |
| -------------------------------------------- |
| Wielki Szlem                                 |
| Igrzyska olimpijskie                         |
| Tennis Masters Cup / ATP Finals              |
| ATP Masters Series / ATP Tour Masters 1000   |
| ATP International Series Gold / ATP Tour 500 |
| ATP International Series / ATP Tour 250      |

#### Gra podwójna (5–8)
| Końcowy wynik | Nr | Data             | Turniej     | Nawierzchnia  | Partner           | Przeciwnicy                               | Wynik finału      |
| ------------- | -- | ---------------- | ----------- | ------------- | ----------------- | ----------------------------------------- | ----------------- |
| Zwycięzca     | 1. | 13 lipca 2014    | Stuttgart   | Ceglana       | Mateusz Kowalczyk | Guillermo García-López Philipp Oswald     | 2:6, 6:1, 10–7    |
| Zwycięzca     | 2. | 8 lutego 2015    | Montpellier | Twarda (hala) | Marcus Daniell    | Dominic Inglot Florin Mergea              | 3:6, 6:4, 16–14   |
| Finalista     | 1. | 15 lutego 2015   | Memphis     | Twarda (hala) | Donald Young      | Mariusz Fyrstenberg Santiago González     | 7:5, 6:7(1), 8–10 |
| Finalista     | 2. | 26 kwietnia 2015 | Bukareszt   | Ceglana       | Nicholas Monroe   | Marius Copil Adrian Ungur                 | 6:3, 5:7, 15–17   |
| Zwycięzca     | 3. | 12 czerwca 2016  | Stuttgart   | Trawiasta     | Marcus Daniell    | Oliver Marach Fabrice Martin              | 6:7(4), 6:4, 10–8 |
| Finalista     | 3. | 30 lipca 2017    | Atlanta     | Twarda        | Wesley Koolhof    | Bob Bryan Mike Bryan                      | 3:6, 4:6          |
| Finalista     | 4. | 24 września 2017 | Metz        | Twarda (hala) | Wesley Koolhof    | Julien Benneteau Édouard Roger-Vasselin   | 5:7, 3:6          |
| Finalista     | 5. | 18 lutego 2018   | Nowy Jork   | Twarda (hala) | Wesley Koolhof    | Maks Mirny Philipp Oswald                 | 4:6, 6:4, 6–10    |
| Finalista     | 6. | 4 marca 2018     | São Paulo   | Ceglana       | Wesley Koolhof    | Federico Delbonis Máximo González         | 4:6, 2:6          |
| Finalista     | 7. | 6 maja 2018      | Estoril     | Ceglana       | Wesley Koolhof    | Kyle Edmund Cameron Norrie                | 4:6, 2:6          |
| Zwycięzca     | 4. | 21 lipca 2018    | Newport     | Trawiasta     | Jonatan Erlich    | Marcelo Arévalo Miguel Ángel Reyes-Varela | 6:1, 6:2          |
| Finalista     | 8. | 3 marca 2019     | Acapulco    | Twarda        | Austin Krajicek   | Alexander Zverev Mischa Zverev            | 2:6, 7:6(4), 10–5 |
| Zwycięzca     | 5. | 29 czerwca 2019  | Antalya     | Trawiasta     | Jonatan Erlich    | Ivan Dodig Filip Polášek                  | 6:3, 6:4          |